# Údlická kotlina
Údlická kotlina je geomorfologický okrsek v jihozápadní části Chomutovsko-teplické pánve v okrese Chomutov. Tvoří ji mělké úvalovité údolí řeky Chomutovky mezi Chomutovem a Hořencem.

## Poloha a sídla
Krátkou severní hranici Údlické kotliny tvoří úpatí Krušných hor. Severovýchodní hranici vymezuje nevýrazný údolní svah říčního údolí podél line sídel Chomutov, Údlice a Hořenec, za kterým se stočí k severozápadu a vede podél trasy dálnice D7 zpět ke krušnohorskému úpatí. Největším sídlem v kotlině je Chomutov v její severní části. Menšími obcemi jsou Spořice, Droužkovice, Všehrdy, Nezabylice a Údlice.

## Geologie a geomorfologie

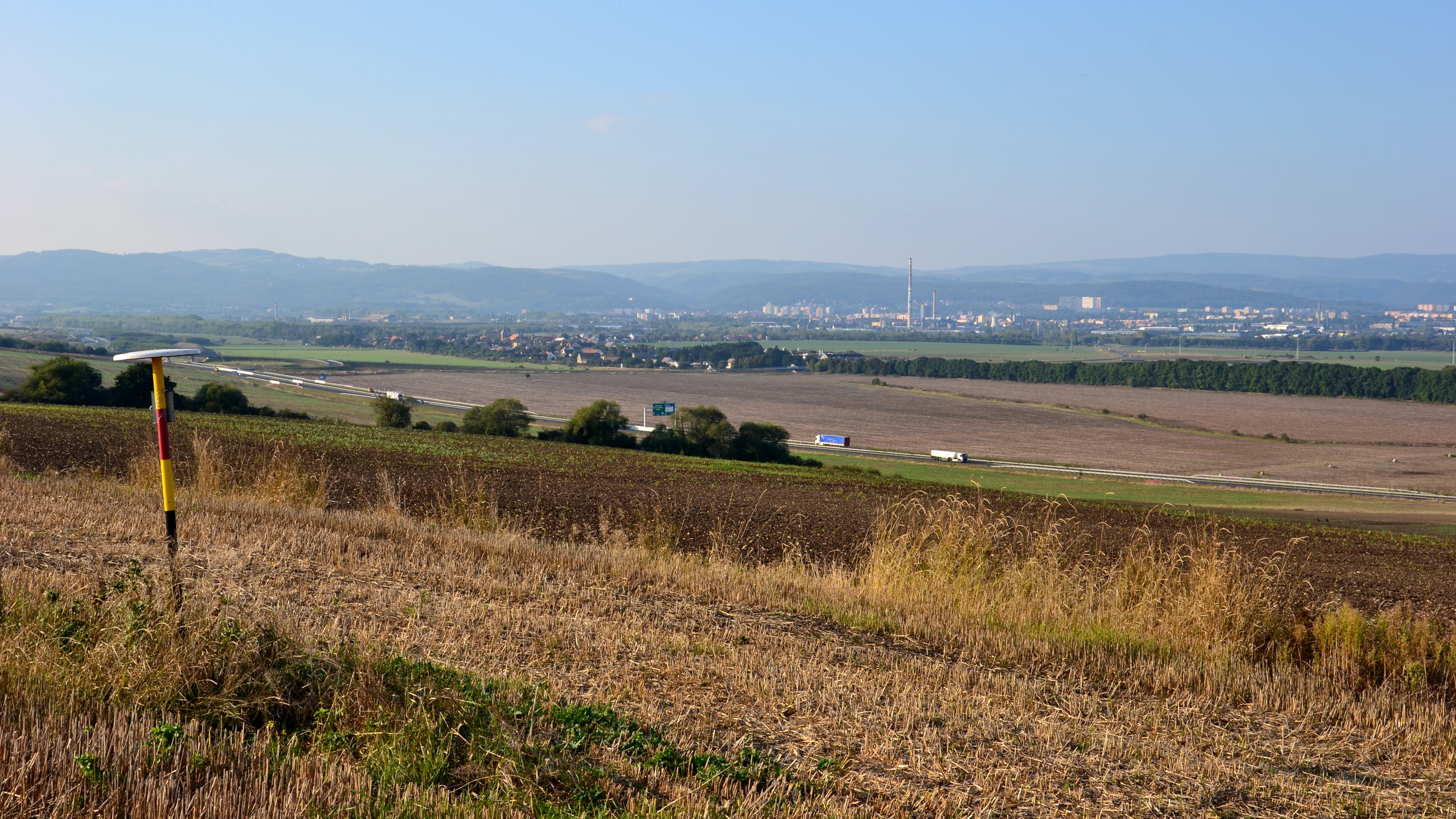
Jižní část Údlické kotliny u Všehrd

Geologickým podložím krajiny jsou zde miocenní jíly a písky mosteckého souvrství. Na nich ve středním pleistocénu vznikly říční sedimenty v podobě náplavových kuželů a říčních teras, které jsou v některých místech překryté sprašemi.
V geomorfologickém členění Česka je okrsek s označením IIIA-3B-3 součástí celku Mostecká pánev a podcelku Chomutovsko-teplická pánev. Na severovýchodě hraničí s Jirkovskou pánví a na jihozápadě s Březenskou pánví. Na severozápadě tvoří krátkou hranici Krušné hory, přesněji jejich podcelek Loučenská hornatina a okrsek Bolebořská vrchovina. Na jihovýchodě Údlická kotlina přechází do okrsku Blažimské plošiny v podcelku Žatecká pánev.

## Vodstvo
Osou Údlické kotliny je řeka Chomutovka. Jediným jejím významnějším přítokem v oblasti je Hačka, která protéká podél jihozápadní hranice. Větší vodní plochy vznikly mezi Chomutovem, Droužkovicemi a Údlicemi jako oprámy na území poddolovaném během dvacátého století hnědouhelným dolem Jan Žižka.